# San Martino (pirofregata corazzata)
La San Martino è stata una pirofregata corazzata della Regia Marina.

## Caratteristiche e costruzione
Progettata e costruita nei cantieri francesi di La Seyne-sur-Mer dietro ordinazione della Regia Marina, la nave, impostata nel 1862, venne varata nel 1863 e completata un anno dopo. Appartenente ad una classe di quattro unità, la San Martino era una pirofregata a corazza completa (che si estendeva due metri al disopra della linea di galleggiamento, sino al ponte di coperta, ed un metro e mezzo al disotto di essa) e ridotto centrale, munita, oltre che di un poderoso armamento di 26 cannoni da 164 e 200 mm, di un massiccio sperone di tre metri di lunghezza. Alla prova dei fatti le navi della classe Regina Maria Pia si rivelarono delle buone unità, le uniche, nella Regia Marina, in grado di misurarsi con le corazzate austroungariche.

## Storia operativa
Una volta in servizio, la corazzata venne assegnata alla Squadra d'Evoluzione con base a Taranto, insieme alla pirofregata corazzata Principe di Carignano, alla pirocorvetta corazzata Terribile, al pirovascello Re Galantuomo ed a due fregate, una corvetta e tre cannoniere in legno.
Nel 1866, con lo scoppio della terza guerra d'indipendenza, la San Martino, al comando del capitano di vascello Amilcare Roberti, venne assegnata alla I Squadra Navale dell'Armata d'Operazioni, destinata all'Adriatico. Nel mattino del 21 giugno 1866 la corazzata, insieme al resto della squadra, salpò da Taranto alla volta di Ancona, dove giunse quattro giorni più tardi, nel pomeriggio del 25 giugno. Nel porto marchigiano le navi fecero rifornimento di carbone, poi, all'alba del 27 giugno, l'avviso a ruote Esploratore avvistò una formazione navale austro-ungarica (6 navi corazzate, 4 cannoniere ad elica e due avvisi a ruote) e l'ammiraglio Carlo Pellion di Persano, comandante dell'armata navale, decise di uscire con tutte le navi in grado di partire: le uniche a poter immediatamente salpare furono la San Martino e le gemelle Regina Maria Pia e Castelfidardo, che presero il mare insieme all’Esploratore, su cui si era imbarcato lo stesso Persano. A questa formazione si aggiunsero poi alla spicciolata anche le pirocannoniere corazzate Palestro e Varese, le pirofregate corazzate Principe di Carignano ed Ancona, quest'ultima gemella della San Martino, e le pirocorvette corazzate Formidabile e Terribile. Verso le 6.30 le due formazioni giunsero in vista, e la Regina Maria Pia, giunse ad avere a tiro l'avviso a ruote austroungarico Kaiserin Elizabeth (inviato dal comandante austroungarico, il viceammiraglio Wilhelm von Tegetthoff, in avanscoperta), anche se non aprì il fuoco dietro ordine di Persano, che riteneva che la nave potesse ritrovarsi a doversi scontrare da sola con l'intera flotta austroungarica. A quel punto, comunque, l'ammiraglio Tegetthoff decise di non dare battaglia e si ritirò, e Persano, viste le precarie condizioni delle nove corazzate che aveva potuto far salpare, non lo inseguì. Durante la permanenza ad Ancona la San Martino, il cui armamento era incompleto (solo otto cannoni, tra lisci e rigati, da 160 mm), ricevette otto pezzi rigati da 160 mm prelevati dalla fregata in legno Duca di Genova.
Dall'8 al 12 luglio la flotta italiana fu in crociera di guerra nell'Adriatico, senza tuttavia incontrare forze navali nemiche.
Nel primo pomeriggio del 16 luglio l'armata salpò da Ancona diretta a Lissa, dove di progettava di sbarcare. La San Martino, al comando di Roberti, prese il mare in formazione con la pirocorvetta corazzata Formidabile, la pirofregata corazzata Re d’Italia (ammiraglia di Divisione) e la cannoniera corazzata Palestro: questo gruppo bombardò i forti situati sulle colline a levante di Porto San Giorgio sull'isola di Lissa, ove si progettava di sbarcare, mentre la seconda formazione in cui era stata suddivisa la I Squadra aveva il compito di bombardare dal lato opposto le fortificazioni di Porto San Giorgio. Il bombardamento, iniziato alle 11.30 del 18 luglio e protrattosi, con anche il concorso della III Squadra, sino al tramonto, ottenne discreti risultati, mettendo fuori uso forte San Giorgio e le batterie Schmidt e torre Bentick. Dopo la messa fuori uso di forte San Giorgio da parte della Regina Maria Pia, la San Martino, insieme alla Regina Maria Pia stessa, ricevette l'ordine di entrare nel porto per intensificare l'azione, ma mentre si avvicinava venne colpita ripetutamente ed un proiettile perforò la corazzatura e causò un principio d'incendio, obbligando la nave a ritirarsi. La San Martino ebbe inoltre uno scambio di colpi con la batteria della Madonna, conclusosi senza risultati. Nella serata del 18 luglio l'ammiraglio Persano dispose che la San Martino, unitamente alla Castelfidardo, penetrasse nel porto, ma essendo ormai le sei di sera ed i cannonieri sfiniti, Persano decise di rimandare l'attacco all'indomani (il tentativo contro Porto San Giorgio fu poi affidato ad altre navi). Il 19 luglio la I Squadra si mantenne al largo come forza di copertura, mentre la II e III Squadra proseguivano i bombardamenti contro Porto San Giorgio. La San Martino partecipò ancora ai bombardamenti, esplodendo complessivamente 776 colpi.
Alle 7.50 del mattino del 20 luglio, mentre si facevano i preparativi per lo sbarco sull'isola sull'isola (in quel momento la Regina Maria Pia si trovava con la I Squadra tra Porto Carober e Porto San Giorgio, con funzioni di protezione a distanza nei confronti della II e III Squadra, impegnate nel bombardamento dei forti di Lissa), sopraggiunse la squadra navale austroungarica agli ordini del viceammiraglio Wilhelm von Tegetthoff: ebbe così inizio la battaglia di Lissa, conclusasi con una drammatica sconfitta della flotta italiana. Inquadrata nella II Divisione della I Squadra, che comprendeva anche la Re d'Italia (nave ammiraglia) e la Palestro, la San Martino si posizionò a poppavia della Palestro, quindi in coda a questa formazione, la seconda delle tre formate (le altre due erano la III Squadra, in testa, e la III Divisione della I Squadra, in coda) dalla flotta delle corazzate italiane, che si era disposta in linea di fila e dirigeva verso nord/nordest, contro la flotta austro-ungarica. La velocità assunta dalla II Divisione era di 9 nodi, il massimo che si potesse raggiungere, causa la lentezza della Palestro.  Mentre la III Squadra virava verso sinistra, la II Divisione, con sole quattro unità (Re d'Italia, San Martino, Palestro, Affondatore), venne a contatto con la formazione di testa della flotta austro-ungarica, che contava sette corazzate, infilatasi nel varco (lungo 1500 metri) apertosi nello schieramento italiano tra la Re d'Italia e l’Ancona (ultima unità della III Squadra), a causa della perdita di tempo causata dal trasbordo dell'ammiraglio Persano dalla Re d'Italia all’Affondatore, e dell'eccessiva velocità (11 nodi) della III Squadra rispetto alle formazioni che la seguivano. Le navi di Tegetthoff cercarono di speronare quelle della II Divisione, che tuttavia evitò collisioni accostando di 90° a sinistra e defilando controbordo. Le unità avversarie invertirono la rotta e tentarono quindi un nuovo attacco, anch'esso sventato dalla contromanovra della II Divisione, poi si entrò nel vivo dello scontro: la San Martino evitò un tentativo di speronamento da parte della pirofregata corazzata Erzherzog Ferdinand Max, poi, insieme alla Palestro, aprì il fuoco contro l'avviso a ruote Kaiserin Elizabeth, che stava iniziando a recuperare i superstiti della Re d'Italia, speronata ed affondata dalla stessa Ferdinand Max nonostante il tentativo di soccorso da parte della stessa San Martino. La nave nemica fu raggiunta da quattro colpi di grosso calibro che provocarono seri danni, ma che purtroppo provocarono anche diverse vittime tra i naufraghi italiani appena raccolti. Mentre anche la Palestro veniva circondata e sopraffatta dalle navi austroungariche, la San Martino fu raggiunta dalla Regina Maria Pia e dalla Re di Portogallo, ma le tre navi vennero poi assalite e circondate da un preponderante numero di unità nemiche. Pur a costo di gravi danni, il comandante Roberti riuscì, con un'abile manovra, a sottrarre la propria nave all'accerchiamento, ed a condurla in salvo. Più tardi la San Martino speronò accidentalmente la Regina Maria Pia, che, dopo una lunga manovra che l'aveva portata a tentare di speronare le due corazzate austroungariche Prinz Eugen e Salamander, che stavano attaccando le pirofregate italiane Principe Umberto e Governolo, aveva assunto rotta di congiungimento con la III Squadra (mentre la Maria Pia ebbe danni lievi, la San Martino ebbe lo sperone deformato dalla collisione). Successivamente anche la malconcia San Martino, ormai troppo danneggiata per poter riprendere il combattimento, si unì, con le altre corazzate superstiti (eccetto l’Affondatore), alla III Squadra, il cui comandante, contrammiraglio Vacca, aveva assunto temporaneamente il comando e dirigeva a bassa velocità verso la flotta nemica. Ad un certo punto, tuttavia, la Principe di Carignano, nave ammiraglia di Vacca, invertì la rotta ed iniziò ad allontanarsi dal campo di battaglia, imitata da tutte le altre. Sopraggiunse quindi l’Affondatore, con a bordo l'ammiraglio Persano, che diresse verso la flotta austroungarica ed ordinò di attaccare, sottolineando che «ogni bastimento che non combatte non è al suo posto»: tuttavia solo la Re di Portogallo eseguì tale ordine, rientrando però nei ranghi quando il comandante Riboty, vedendo che era l'unico ad eseguire tale manovra, ritenne di essere in errore. La flotta italiana rimase ad incrociare sul posto sino a sera, quando Persano ordinò infine di rientrare ad Ancona: la battaglia era finita. La San Martino, tra le navi italiane più impegnate nella battaglia (sparò 776 colpi durante i bombardamenti di Lissa e 133 nel corso del combattimento), fu anche tra quelle che riportarono gravi danni.
Successivamente a Lissa la San Martino venne riparata e rimessa in efficienza, ma non partecipò più ad operazioni di rilievo. Operò sia lungo le coste italiane che nelle colonie, oltre che nel Levante, dove appoggiò l'azione della diplomazia italiana. Subì più volte grandi lavori di modifica, manutenzione od ammodernamento : i primi vennero effettuati a La Spezia, tra la fine del 1869 ed il 5 agosto 1870, per ovviare a problemi di funzionamento delle caldaie (in questa occasione la corazzata fu la prima nave ad usufruire, nell'ottobre 1869, del nuovo bacino di carenaggio n. 4 dell'arsenale). Tra il novembre 1871 ed il marzo 1873 la pirofregata rimase a Castellammare di Stabia per nuovi lavori alle caldaie, che stavolta vennero sostituite. Dal 31 dicembre 1874 al giugno 1876 la San Martino fu sottoposta a La Spezia a lavori di ammodernamento, cui ne seguirono altri, più radicali, nel 1889: l'alberatura velica venne eliminata e rimpiazzata con due alberi di tipo militare, provvisti di coffe da combattimento (già in precedenza l'alberatura, da nave goletta, era stata modificata divenendo da brigantino a palo). Nel corso delle varie fasi di lavori subì inoltre diverse modifiche anche l'armamento.
Nell'ottobre del 1892 la vecchia unità partecipò, a Genova, alle celebrazioni del 400º anniversario della scoperta dell'America.
Tra il 17 ed il 19 luglio 1897 la San Martino venne impiegata a La Spezia per esperimenti di radiotelegrafia senza fili condotti da Guglielmo Marconi per conto della Regia Marina: sulla nave vennero installati dei ricevitori che si dimostrarono in grado di ricevere con chiarezza il segnale trasmesso dall'officina di San Bartolomeo sino ad oltre 18 km di distanza.
Il 30 agosto 1898 la corazzata venne accidentalmente speronata dalla piccola torpediniera 56 S, che riportò gravi danni.
Posta in disarmo il 1º agosto 1902, l'ormai vetusta San Martino venne radiata il 30 agosto dell'anno seguente. Lo scafo venne utilizzato come deposito munizioni a La Spezia sino al giugno del 1906, quando venne venduto ad una compagnia privata per la demolizione.